# Chò núi
Chò núi hay chò trai, trò đồng, trò mít (danh pháp khoa học: Shorea guiso) là một loài thực vật thuộc họ Dipterocarpaceae. Loài này có ở Indonesia, Malaysia, Philippines, Thái Lan, và Việt Nam.